# Collingwood Warriors SC
Collingwood Warriors SC var en fotbollsklubb från Melbourne i Australien. Klubben spelade en säsong i den numera nerlagda nationella australiska proffsligan National Soccer League (NSL) 1996/1997. Klubben var en elitsatsning av den tidigare NSL-klubben Heidelberg United och Collingwood FC, en klubb inom australisk fotboll, och på grund av dålig ekonomi och dåliga publiksiffror överlevde inte klubben längre än ett år.